# Hans von Nikerke
Hans von Nikerke († 1616) war ein estländischer Gutsbesitzer, Quartiermeister und Landrat.

## Leben
Niekerke war Angehöriger des Adelsgeschlechts Neuenkirchen, welches mit seinem Großvater Johann von Neuenkirchen († vor 1549) nach Livland übersiedelte. Sein Vater hieß ebenfalls Johann († vor 1585) und war seit 1555 auf dem Gut Fall im Kirchspiel Kegel in Harrien begütert.
Hans von Niekerke selbst besaß das Gut Kohat im Kirchspiel Rappel, aus väterlichem Erbe Fall und 7,5 Haken am Dorf Mönest. Er war Quartiermeister und seit 1615 estländischer Landrat. Am 4. Januar 1616 wurde er in St. Nikolai in Reval begraben.
Mit ihm hat der Mannesstamm seiner Familie im Baltikum seinen Ausgang gefunden. Aus seiner Ehe mit Catharina von Bremen a.d.H. Engdes († 1621) hinterließ er drei Töchter die sämtlich mit Söhnen des Geschlechts der Wrangel vermählt wurden:
1. Elisabeth († 1657), ⚭ 1626 Jürgen von Wrangel, († nach 1657), schwedischer Kapitän, Herr auf Sauß und Thomel
2. Anna († nach 1667), Erbin von Fall, ⚭ Jürgen von Wrangel († vor 1638)
3. Catharina († 1693), ⚭ Hans von Wrangel, († 1659), Mannrichter, Herr auf Kohhat und Koil